# Villanueva de Valdegovía
Pronunciação
Villanueva de Valdegovía é um município e a capital do município de Valdegovía, na província de Álava, País Basco (Espanha).

## Localização
Esta cidade está localizada aproximadamente no centro geográfico do município e bem conectada, pela rodovia A-2622 .
As cidades vizinhas mais próximas são Gurendes e Villanañe, ambas sendo e Villanueva regadas pelo rio Omecillo , afluente do Ebro .
A cidade de Vitoria-Gasteiz, capital da província de Álava, fica a cerca de 40 km de distância, enquanto Miranda de Ebro fica a apenas 27 .

## Geografia
Villanueva de Valdegovía está localizado na bacia verde e florestal do vale do rio Omecillo, em uma pequena área plana situada entre as montanhas Obarenes - San Zadornil e a Serra Salvada.

## História
A vila de Pico de San Pedro remete a origem da vila à pré-história,  até à Idade do Ferro . Posteriormente, há referências a ela na época romana, bem como nos repovoamentos após a era muçulmana, em que se tornou desabitada . No século XV, com o reinado de Enrique IV , já aparece como parte da província de Álava e durante a guerra de independência a região participou dos preparativos para a batalha de Vitória .

## Demografia
Gráfica de evolução demográfica de Villanueva de Valdegovía entre 2000 e 2017     População de direito segundo os censos de população do INE.
-
| População                                                                                |
|                                                                                          |
| População de direito segundo os censos da população do Instituto Nacional de Estadística |

## Monumentos

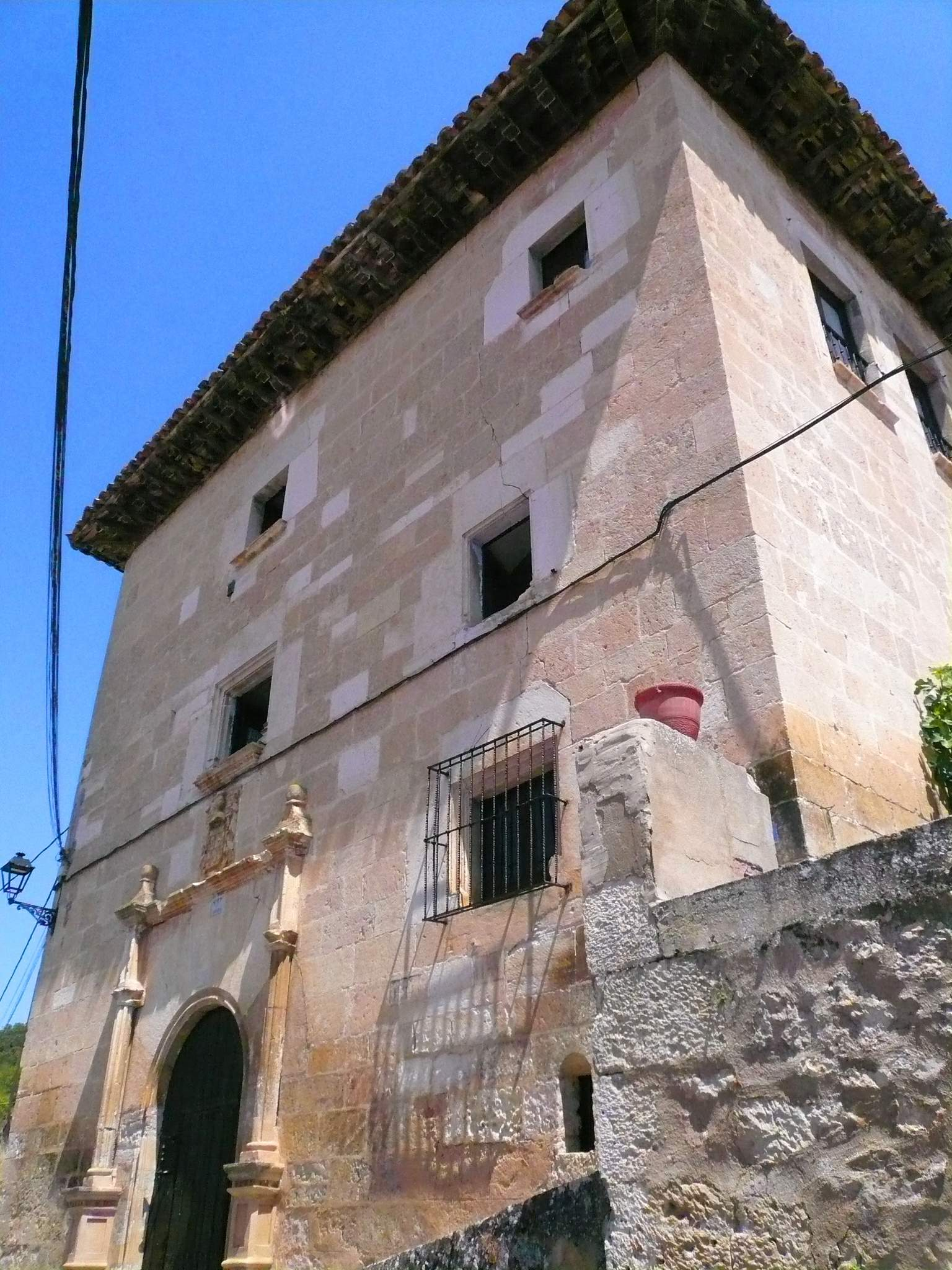
Palácio Renascentista de Los Angulo

Os principais monumentos do município são:
- Igreja de Santa Maria, de origem românica mas reconstruída nos tempos modernos.
- Prefeitura.
- Fonte de 1860.
- Palácio renascentista de Los Angulo (século XVI).
- Moinho do séc. XVIII localizado na periferia, no sentido de Gurendes .
- "La Sebe", a única barragem de madeira do País Basco, construída em 1781. Declarado "Ativo de Interesse Cultural" em 2011.

## Serviços
Villanueva não é a localidade mais populosa do vale (es Espejo ), mas devido à sua capital municipal possui o colégio municipal e todo o tipo de serviços: Câmara Municipal, Correios, Escola, Farmácia, Centro Médico, Bibiblioteca Municipal, posto de turismo, piscina, vários estabelecimentos de restauração, etc. 

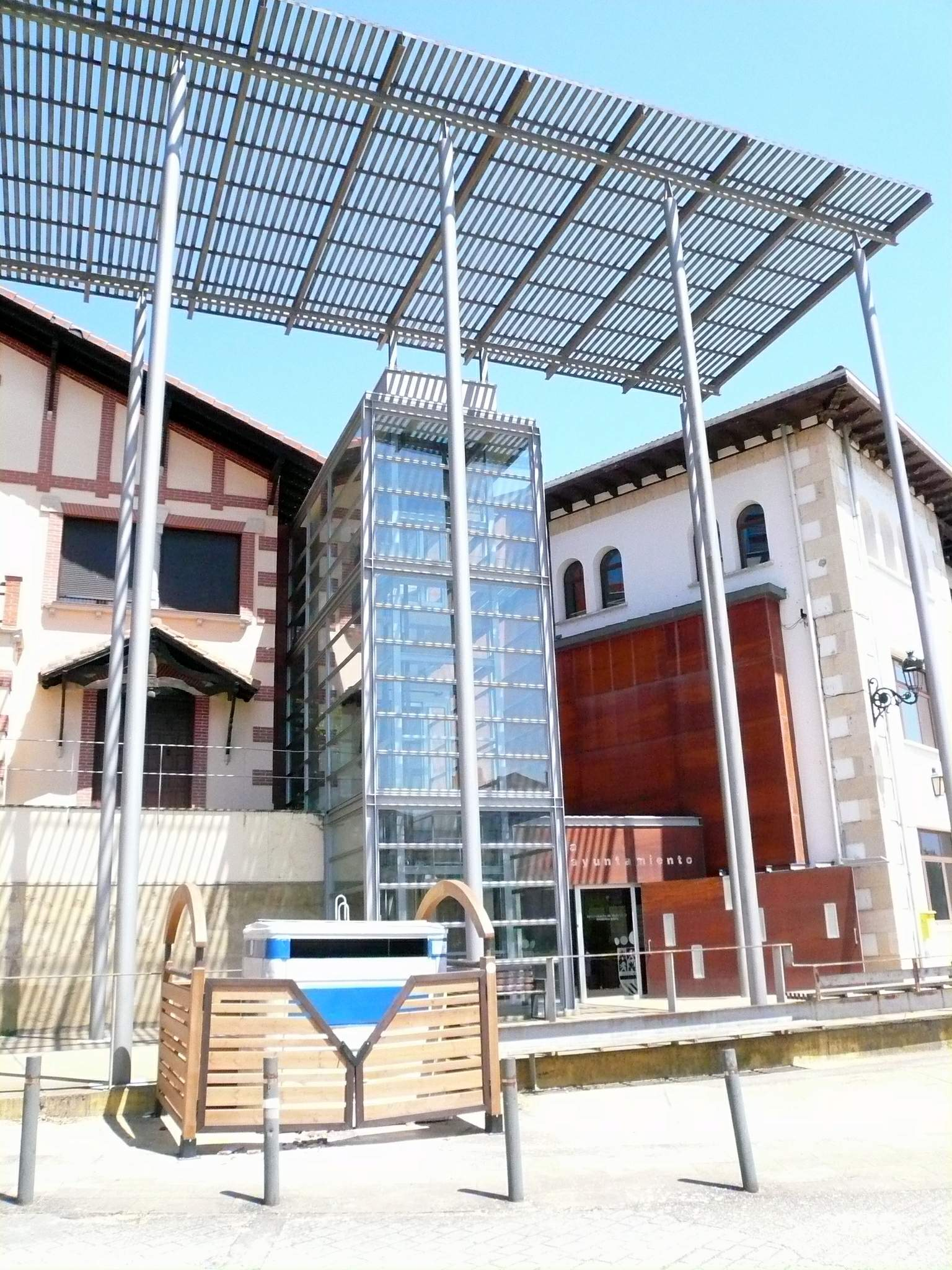
Prefeitura de Valdegovía em Villanueva de Valdegovía